# الساك (ذي السفال)

تعديل مصدري - تعديل

الساك هي إحدى قرى عزلة حبير بمديرية ذي السفال التابعة لمحافظة إب، بلغ تعداد سكانها 93 نسمة حسب تعداد اليمن لعام 2004.